# 張鈁

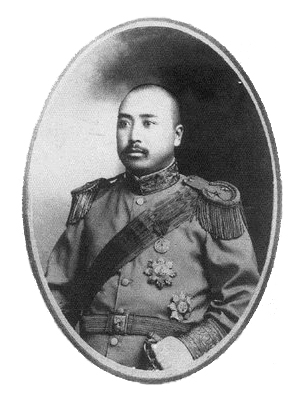
1913年时任陕军第二师师长的张钫

张钫（1886年—1966年5月25日），字伯英，号友石，河南新安铁门镇人，中华民国及中华人民共和国政治人物。

## 生平

### 革命党人
张钫幼年在家乡念私塾，后因其父张清和在陕西乾州（今乾县）等地当官，遂于1902年来到陕西。1904年，他考入陕西陆军小学堂，1907年毕业后，他被选送入保定陆军速成学堂炮科学习，其间加入中国同盟会及同胞社。1909年春毕业后，他在陕西新军督练公所候差。1910年，他任陕西陆军混成协炮营右队排长，不久升任队官（即连长）。在新军中，他和新军中的中国同盟会骨干钱鼎、党自新等人创建了军事研究社（又称武学研究社或兵事研究社），该社是同盟会的秘密机关，张钫任社长，并且和井勿幕、钱鼎等人联络哥老会，张钫等人也成为陕西新军中革命党人的主要领导。1910年7月9日，张钫参加了中国同盟会与哥老会领袖在西安大雁塔举行的歃血结盟仪式。
1911年武昌起义爆发后，西安的同盟会员联合新军、哥老会于10月22日发动了武装起义。西安光复之后，10月27日秦陇复汉军政府成立，张钫负责军令府。不久，秦陇复汉军副大统领钱鼎在渭南身亡，张钫任秦陇复汉军东路征讨大都督，在潼关和清军激战，三次失去又夺得潼关，保卫了革命后的陕西，成为陕西辛亥革命中的知名军事将领。 

### 北洋政府时期
1912年1月中华民国成立后，张钫任陕军第二镇统制。后来第二镇改为第二师，张钫改任师长。1914年，他调任陕南镇守使。二次革命以及后来北京政府派兵围剿白朗时，张钫奉命到四川及陕南征剿。1915年5月21日，他被袁世凯免职，调任将军府参军。护国战争中，他派人联络于右任、陈其美反袁，获得孙中山委任为中华革命军陕豫联军总司令。此后他策动陈树藩、刘镇华讨袁，又打着筹办河南民团的名义回河南组织讨袁军。但由于刘镇华向袁世凯告密，张钫被拘押于北京，直到袁世凯死后方才获得释放。
1917年7月，张勋擁溥儀复辟，张钫任陕西讨逆军第一支队司令，出兵讨伐张勋，司令部设在潼关。复辟失败后，张钫撤销了该司令部，回到西安。不久他因为受到陈树藩排挤而离开陕西，在天津和北京居住。1918年4月，张钫应胡景翼、曹世英等人邀请，离开北京返回陕西，到达陕西三原，8月初被公推为陕西靖国军副总司令，配合陕西靖国军总司令于右任等人抗击陈树藩。
1921年秋，陕西靖国军濒临解体，张钫因为其父逝世，回河南新安服丧。在乡期间，他创办了张钫铁门小学，资助新安县成立了续修县志局，和朋友王广庆创办民生煤矿股份有限公司以开采观音堂煤矿。1923年6月，康有为应吴佩孚之邀来到洛阳，吴佩孚请张钫作陪客。1924年冬到1925年春，刘镇华反对胡景翼督河南，张钫应刘、胡二人邀请，从中调停但未成功。胡憨战争爆发，张赴前线调停，差点送命。1925年，他应于右任的邀请，到北京帮助冯玉祥和广州国民政府合作。直鲁联军入北京后，搜捕中国国民党人，张钫遂返回河南筹划策应北伐。1927年春，他应于右任、冯玉祥之邀，到陕西参与策应北伐。同年5月，他随冯玉祥的国民革命军第二集团军至河南。

### 国民政府时期

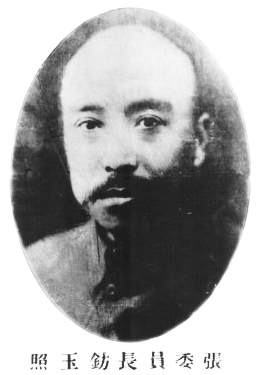

1928年秋，南京国民政府任命张钫为河南省建设厅厅长兼河南省赈务委员会主席。中原大战期间，张钫为蒋介石献计，代理河南省政府主席兼讨逆军第二十路军总指挥：
- 总指挥张钫
- 参谋长党自新
- 第75师
  - 中将师长宋天才
  - 副师长韩文英
  - 参谋长李亚光
  - 223旅 旅长韩文英（兼）
  - 224旅 旅长史克勤
  - 225旅 旅长王凌云/卢天福
  - 特务团 团长张国政（1931.7组建）
- 第76师 
  - 师长张钫（兼）
  - 副师长王殿阁
  - 参谋长马宪章/张轸/温子云
  - 226旅 旅长李万如
  - 227旅 旅长李万林/王凌云
  - 228旅 旅长范龙章
  - 直属特务团李学正

1931年，任河南全省清乡督办。1932年，他任鄂豫皖剿匪總部中路軍第1縱隊指揮官兼豫南特別區撫綏委員會委員長，奉命率第二十路军驻潢川围剿中国工农红军，所部伤亡很重，后来移驻洛阳。1933年，他驻军洛阳时，曾派人搜购唐朝墓志等古代石刻1000余块，于1935年在故乡铁门镇建成了一所石刻陈列室千唐志斋。 同时，张钫还出资购买《万有文库》、《四部丛刊》、《四部备要》等书捐赠给新安、洛阳、南阳等地设立公共图书馆。1934年，他率部至江西参加对中国共产党领导下的中央苏区的第五次围剿。1935年冬，他在中国国民党第五次全国代表大会上当选候补中央执行委员。
抗日战争期间，张钫历任第十二军团军团长、第十九集团军总司令、第一战区预备军总司令、军事参议院副院长、中国国民党第六届候补中央执行委员等职。在第一战区预备军总司令任上，他和中国共产党领导的鄂豫边区红军游击队代表就“停止内战、共同抗日”进行了谈判，并对游击队给与资助。1938年日军进攻武汉，他从鸡公山迁居西安。此后，他参与创办了麟凤煤矿公司、勉县民生煤矿公司，创办了西北中学。日军进入河南后，河南难民大量逃入陕西。张钫以河南同乡会会长的身份救济并安置了大批难民，被难民誉为“老乡长”。
抗日战争结束后， 张钫任总统府国策顾问等职，并被授予陆军上将军衔。1949年9月，他担任豫陕鄂边区绥靖公署主任，12月，他动员并且参加了国军第二十兵团陈克非部在四川郫县举行的起义。中国人民解放军解放成都后，应贺龙的邀请，张钫迁居成都。

### 晚年生活

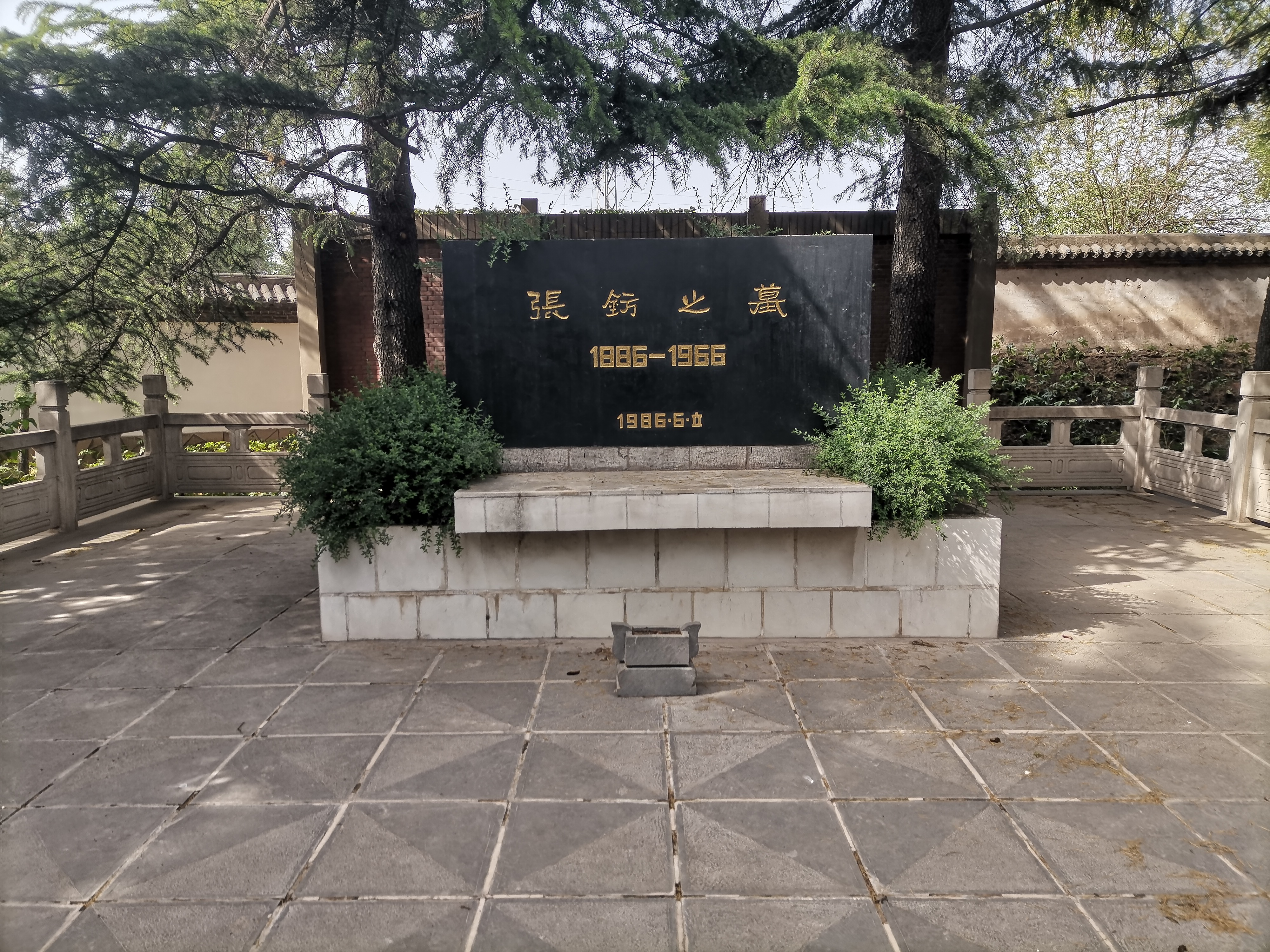
河南新安縣鐵門鎮千唐誌齋張鈁之墓

1951年，应中共中央统战部的邀请，张钫到北京任第二届全国政协委员、民革中央团结委员会委员。1956年，张钫参加了全国人大和全国政协的视察小组，到河南参观。自1960年起，他写下了约30万字的回忆录。 
1966年5月25日，张钫病逝于北京， 并在一周后的6月1日归葬河南新安原籍。

## 著作
- 张钫，风雨漫漫四十年，北京：中国文史出版社，1986年 ISBN 9787503473180